# 浮間舟渡站
浮間舟渡站（日语：／ Ukima-funado eki */?）是一個位於東京都北區浮間四丁目與板橋區舟渡一丁目，屬於東日本旅客鐵道（JR東日本）的鐵路車站。車站編號是JA17。此站是北區車站當中最北和最西的車站。 略稱「浮間」、「浮舟」（うきふな）。

## 概要
1985年（昭和60年），隨著埼京線的通車而啟用。車站橫跨東京都的北區浮間、板橋區舟渡，因此便將兩地名稱合起來作為站名。但車站正式的所在地爲北區浮間。
本站所屬的線路名稱是東北本線（支線），但對旅客仍以埼京線作為名稱。本站為埼京線在東京都最北的車站，本站與戶田公園站（埼玉縣）間為JR東日本東京支社與大宮支社的支社分界。本站為「特定都區市內」制度下，「東京都區內」的最北端。

## 車站結構
島式月台1面2線的高架車站，近9號車廂的地方設有候車室。車站出口只有一個，位於車站北側。

### 月台配置
| 月台 | 路線   | 方向 | 目的地                       | 備註                   |
| ---- | ------ | ---- | ---------------------------- | ---------------------- |
| 1    | 埼京線 | 南行 | 池袋、新宿、大崎、臨海線方向 | 經大崎站直通臨海線直通 |
| 2    | 埼京線 | 北行 | 武藏浦和、大宮、川越方向     | 經大宮站直通■川越線    |

（來源：JR東日本:車站構內圖 （页面存档备份，存于））

### 車站顏色
1985年（昭和60年）9月30日開業的埼京線的各站（全部10個車站）設有車站顏色，現在繼續沿用。此站的顏色為綠色（常盤色）。

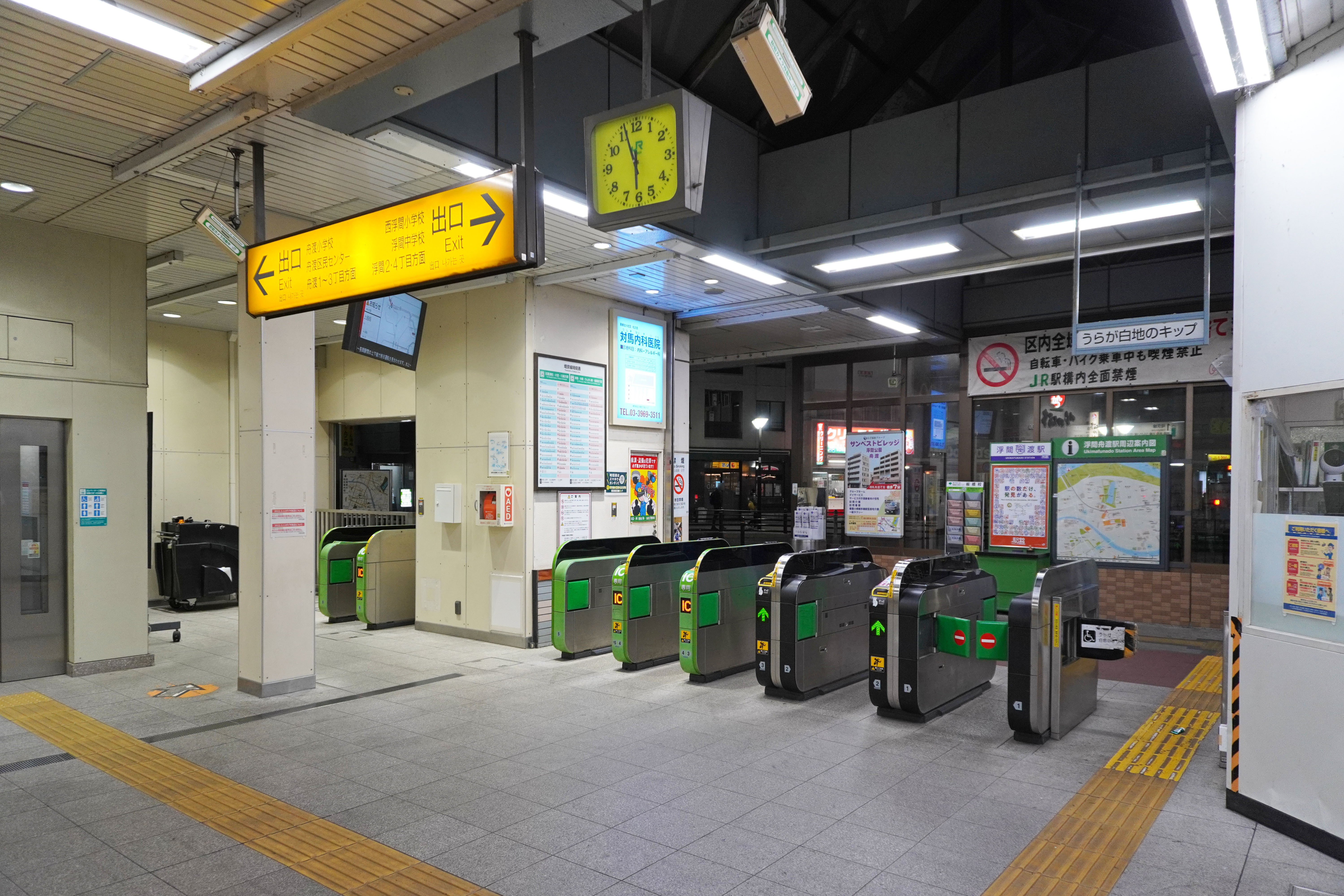
驗票口（2023年1月）
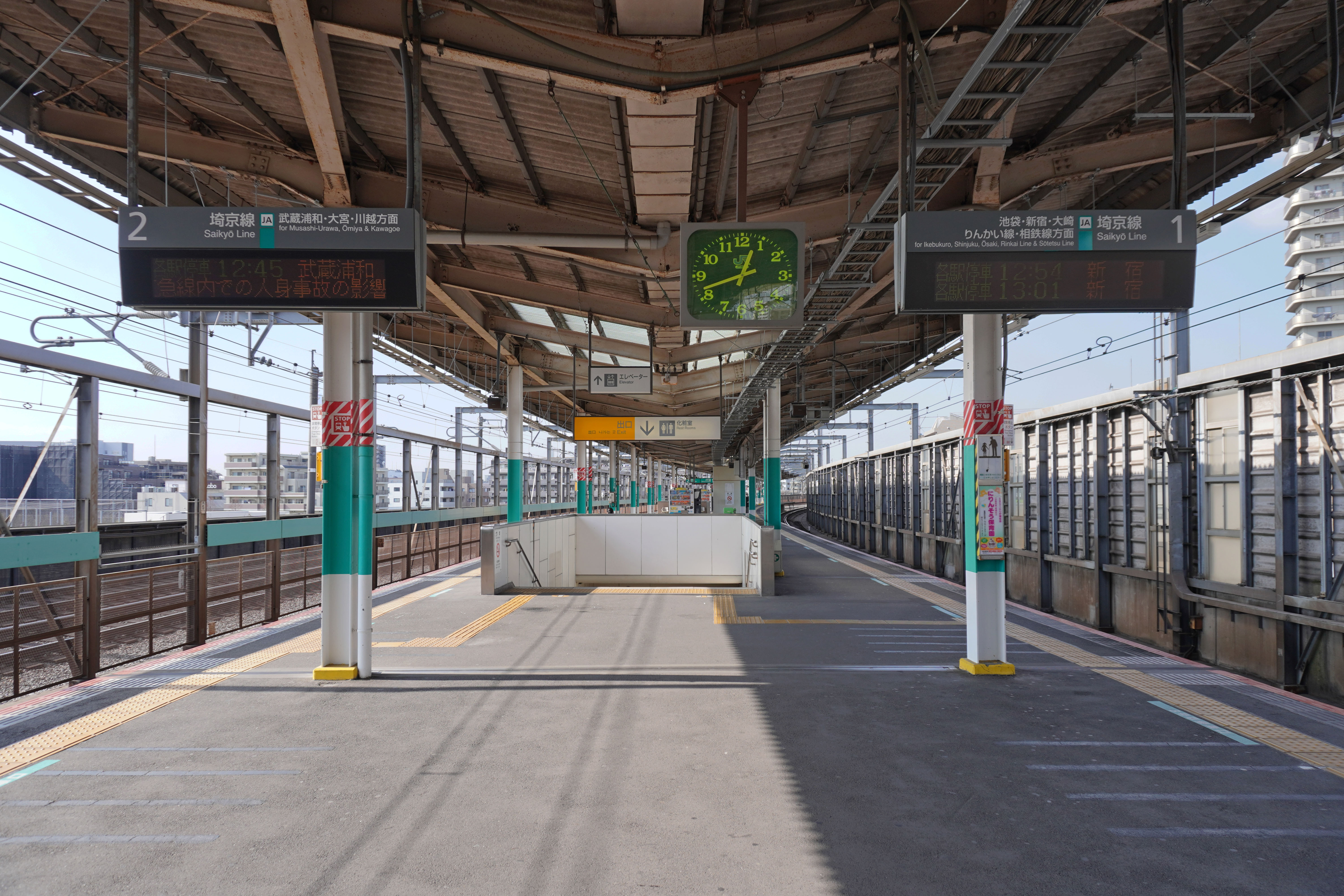
月台（2023年1月）

## 使用情況
2019年（令和元年）度1日平均上車人次為21,892人。此站是埼京線只有各站停車停靠的車站當中使用人數最多的車站。
近年的推移如下表。
| 年度               | 1日平均 上車人次 | 來源     |
| ------------------ | ---------------- | -------- |
| 1985年（昭和60年） | 4,087            | [ * 1 ]  |
| 1986年（昭和61年） | 6,630            | [ * 2 ]  |
| 1987年（昭和62年） | 7,907            | [ * 3 ]  |
| 1988年（昭和63年） | 9,455            | [ * 4 ]  |
| 1989年（平成元年） | 10,359           | [ * 5 ]  |
| 1990年（平成02年） | 11,197           | [ * 6 ]  |
| 1991年（平成03年） | 12,383           | [ * 7 ]  |
| 1992年（平成04年） | 13,559           | [ * 8 ]  |
| 1993年（平成05年） | 13,819           | [ * 9 ]  |
| 1994年（平成06年） | 13,778           | [ * 10 ] |
| 1995年（平成07年） | 14,393           | [ * 11 ] |
| 1996年（平成08年） | 15,312           | [ * 12 ] |
| 1997年（平成09年） | 15,668           | [ * 13 ] |
| 1998年（平成10年） | 15,825           | [ * 14 ] |
| 1999年（平成11年） | 16,249           | [ * 15 ] |
| 2000年（平成12年） | 16,488           | [ * 16 ] |
| 2001年（平成13年） | 16,653           | [ * 17 ] |
| 2002年（平成14年） | 17,184           | [ * 18 ] |
| 2003年（平成15年） | 17,835           | [ * 19 ] |
| 2004年（平成16年） | 17,785           | [ * 20 ] |
| 2005年（平成17年） | 18,420           | [ * 21 ] |
| 2006年（平成18年） | 18,702           | [ * 22 ] |
| 2007年（平成19年） | 18,959           | [ * 23 ] |
| 2008年（平成20年） | 19,235           | [ * 24 ] |
| 2009年（平成21年） | 19,259           | [ * 25 ] |
| 2010年（平成22年） | 19,546           | [ * 26 ] |
| 2011年（平成23年） | 19,463           | [ * 27 ] |
| 2012年（平成24年） | 20,155           | [ * 28 ] |
| 2013年（平成25年） | 21,031           | [ * 29 ] |
| 2014年（平成26年） | 20,559           | [ * 30 ] |
| 2015年（平成27年） | 20,688           | [ * 31 ] |
| 2016年（平成28年） | 21,342           | [ * 32 ] |
| 2017年（平成29年） | 21,808           | [ * 33 ] |
| 2018年（平成30年） | 22,140           | [ * 34 ] |
| 2019年（令和元年） | 21,892           |          |

備註
1. ↑  1985年9月30日開業。開業日から翌年3月31日までの計183日間を集計したデータ。

## 巴士路線
所有路線均由國際興業巴士營運。
- 赤06－浮間舟渡站－浮間團地－北赤羽站入口－赤羽北一丁目－赤羽岩淵站－赤羽站東口
- 高02－浮間舟渡站－舟渡小學校－新河岸都營住宅入口－高島平站
- 東練01－浮間舟渡站－舟渡小學校－新河岸都營住宅入口－高島平站－高島平二丁目－德丸二丁目－東武練馬站（有繞經不動通的班次）
- 浮舟02－浮間舟渡站－舟渡小學校－西台站－志村高校前－前野町－常盤台站
- 赤72－赤羽站西口→北赤羽站入口→浮間舟渡站→戶田橋→戶田公園站（只有平日深夜一班）
- 赤71－赤羽站西口－北赤羽站入口－浮間舟渡站 ※只於平日深夜服務

## 历史
- 1985年（昭和60年）9月30日－本站開業。
- 1987年（昭和62年）4月1日－國鐵分割民營化，本站由JR東日本接手管理。
- 2001年（平成13年）11月18日－智能卡系統Suica正式投入服務。
- 2007年（平成19年）3月9日－本站的綠色窗口停業，以對號座位專用售票機取代。

## 相鄰車站
東日本旅客鐵道
 埼京線
■通勤快速、■快速
通過
■各站停車
北赤羽（JA 16）－浮間舟渡（JA 17）－戶田公園（JA 18）

### 使用情況
1. ↑  東京都統計年鑑 （页面存档备份，存于） - 東京都
2. ↑  板橋区の統計 （页面存档备份，存于） - 板橋区

JR東日本2000年度以後的上車人次
1. ↑  各駅の乗車人員（2000年度） （页面存档备份，存于） - JR東日本
2. ↑  各駅の乗車人員（2001年度） （页面存档备份，存于） - JR東日本
3. ↑  各駅の乗車人員（2002年度） （页面存档备份，存于） - JR東日本
4. ↑  各駅の乗車人員（2003年度） （页面存档备份，存于） - JR東日本
5. ↑  各駅の乗車人員（2004年度） （页面存档备份，存于） - JR東日本
6. ↑  各駅の乗車人員（2005年度） （页面存档备份，存于） - JR東日本
7. ↑  各駅の乗車人員（2006年度） （页面存档备份，存于） - JR東日本
8. ↑  各駅の乗車人員（2007年度） （页面存档备份，存于） - JR東日本
9. ↑  各駅の乗車人員（2008年度） （页面存档备份，存于） - JR東日本
10. ↑  各駅の乗車人員（2009年度） （页面存档备份，存于） - JR東日本
11. ↑  各駅の乗車人員（2010年度） （页面存档备份，存于） - JR東日本
12. ↑  各駅の乗車人員（2011年度） （页面存档备份，存于） - JR東日本
13. ↑  各駅の乗車人員（2012年度） （页面存档备份，存于） - JR東日本
14. ↑  各駅の乗車人員（2013年度） （页面存档备份，存于） - JR東日本
15. ↑  各駅の乗車人員（2014年度） （页面存档备份，存于） - JR東日本
16. ↑  各駅の乗車人員（2015年度） （页面存档备份，存于） - JR東日本
17. ↑  各駅の乗車人員（2016年度） （页面存档备份，存于） - JR東日本
18. ↑  各駅の乗車人員（2017年度） （页面存档备份，存于） - JR東日本
19. ↑  各駅の乗車人員（2018年度） （页面存档备份，存于） - JR東日本
20. ↑  各駅の乗車人員（2019年度） （页面存档备份，存于） - JR東日本

東京都統計年鑑
1. ↑  .   [2020-07-29]. （原始内容存档于2016-03-05）.
2. ↑  .   [2020-07-29]. （原始内容存档于2016-03-05）.
3. ↑  .   [2020-07-29]. （原始内容存档于2015-06-29）.
4. ↑  .   [2020-07-29]. （原始内容存档于2016-03-05）.
5. ↑  .   [2020-07-29]. （原始内容存档于2016-03-05）.
6. ↑  .   [2020-07-29]. （原始内容存档于2016-03-05）.
7. ↑  .   [2020-07-29]. （原始内容存档于2016-03-05）.
8. ↑  .   [2017-12-12]. （原始内容存档于2013-08-15）.
9. ↑  .   [2017-12-12]. （原始内容存档于2013-02-03）.
10. ↑  .   [2017-12-12]. （原始内容存档于2013-02-03）.
11. ↑  .   [2017-12-12]. （原始内容存档于2013-02-03）.
12. ↑  .   [2017-12-12]. （原始内容存档于2013-02-03）.
13. ↑  .   [2017-12-12]. （原始内容存档于2016-03-04）.
14. ↑  東京都統計年鑑（平成10年）PDF
15. ↑  東京都統計年鑑（平成11年）PDF
16. ↑  .   [2017-12-12]. （原始内容存档于2016-03-04）.
17. ↑  .   [2017-12-12]. （原始内容存档于2016-03-04）.
18. ↑  .   [2017-12-12]. （原始内容存档于2017-07-29）.
19. ↑  .   [2017-12-12]. （原始内容存档于2017-07-29）.
20. ↑  .   [2017-12-12]. （原始内容存档于2017-07-29）.
21. ↑  .   [2017-12-12]. （原始内容存档于2017-07-29）.
22. ↑  .   [2017-12-12]. （原始内容存档于2017-07-29）.
23. ↑  .   [2017-12-12]. （原始内容存档于2017-07-29）.
24. ↑  .   [2017-12-12]. （原始内容存档于2017-07-29）.
25. ↑  .   [2017-12-12]. （原始内容存档于2016-03-26）.
26. ↑  .   [2017-12-12]. （原始内容存档于2016-03-27）.
27. ↑  .   [2017-12-12]. （原始内容存档于2016-03-25）.
28. ↑  .   [2017-12-12]. （原始内容存档于2016-03-27）.
29. ↑  .   [2017-12-12]. （原始内容存档于2016-03-22）.
30. ↑  .   [2017-12-12]. （原始内容存档于2017-07-30）.
31. ↑  .   [2017-12-12]. （原始内容存档于2018-11-09）.
32. ↑  .   [2020-07-29]. （原始内容存档于2019-05-02）.
33. ↑  .   [2020-07-29]. （原始内容存档于2019-12-03）.
34. ↑  .   [2020-07-29]. （原始内容存档于2020-08-04）.

## 外部連結
- 車站資訊（浮間舟渡）：東日本旅客鐵道

35°47′28.2732″N 139°41′28.8024″E / 35.791187000°N 139.691334000°E